# U.S. Bancorp
U.S. Bancorp er en amerikansk bankkoncern med hovedkvarter i Minneapolis, Minnesota. De udbyder en universal bankforretning og har 3.106 filialer.
U.S. Bancorp driver bank på et nationalt charter, som blev udstedt i 1863.